# Audiometria condicionada

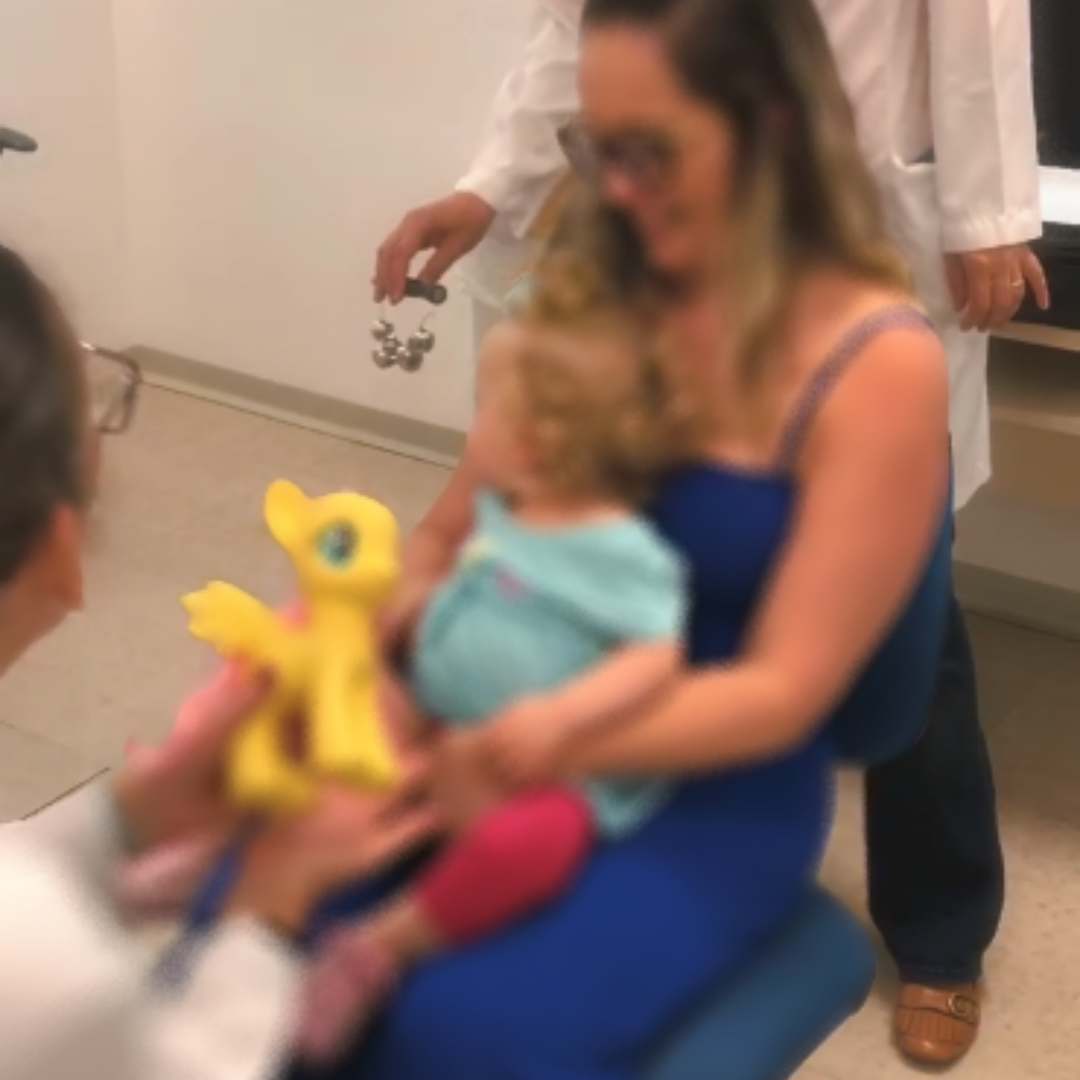
Pesquisa da função de localização auditiva com guizo

Audiometria condicionada é método, para fins de testes auditivos, é utilizado para avaliar a audição em crianças que não conseguem realizar a audiometria convencional de forma adequada. O exame é feito por meio de estímulos sonoros e visuais. O objetivo é criar um ambiente descontraído e agradável, no qual a criança é treinada pelo fonoaudiólogo, para associar um estímulo auditivo com um estímulo visual, de forma que ela consiga apontar, encaixar ou olhar para o objeto ao ouvir o som, geralmente são utilizados brinquedos para direcionar a atenção ao exame e que a resposta seja fidedigna da criança.
O exame é realizado, de preferencia, com crianças maiores de dois anos, as quais possam entender a dinâmica do som a ser apresentado e assim responder por meio de um jogo de encaixe ou outro. Na grande maioria das vezes, a partir dos três anos se torna possível a realização da audiometria tonal liminar (a resposta é apenas levantar a mão e indicar que ouve o som que vai ficando cada vez mais baixo), porém, depende da aceitação e entendimento da criança.

## Indicação
Há uma relação direta entre a integridade das vias auditivas e o desenvolvimento da linguagem oral. Nesse sentido, a importância da audiometria condicionada está na identificação precoce de possíveis alterações auditivas em crianças. A detecção precoce de perdas auditivas é fundamental para evitar atrasos no desenvolvimento da fala e da linguagem, além de proporcionar melhores resultados em termos de reabilitação auditiva. O desenvolvimento auditivo normal de uma criança é representado pela atenção ao som dos zero aos cinco meses, procura da fonte sonora dos três aos seis meses, localização lateral no plano da orelha a partir dos cinco meses, localização indireta para baixo a partir dos nove meses, localização direta para baixo e indireta para cima a partir dos 12 meses e localização direta para cima a partir dos 18 meses.
A audiometria infantil de forma condicionada é indicada para diversas situações, por exemplo:
- Crianças com risco de perda auditiva: crianças nascidas prematuras, aquelas com síndromes genéticas conhecidas, histórico familiar de perda auditiva, doenças genéticas relacionadas à audição e crianças com má formação no sistema auditivo;
- Avaliação do processamento auditivo central;
- Monitoramento audiológico para adaptação do aparelho auditivo;
- Triagem auditiva em crianças pré-escolares;
- Entre outros.[7]

Para crianças menores de três anos, a técnica usada para avaliar a audição é a audiometria com reforço visual (VRA). Este exame pode ser realizado na faixa etária de seis meses a dois anos e meio. O teste consiste na apresentação de um estímulo auditivo, e a cada localização correta a criança recebe um reforço visual (brinquedos luminosos), sendo a resposta o reflexo de orientação. Enquanto em crianças menores de seis meses é avaliado o teste dos potenciais evocados auditivos de tronco encefálico, que pesquisa o limiar eletrofisiológico para obter-se o valor mais próximo do limiar psicoacústico, esse é um teste objetivo, que não depende da resposta da criança.

## Procedimento
O objetivo deste exame é determinar o limiar de audição da criança, ou seja, o nível mínimo de som que ela consegue ouvir em cada frequência testada. Além disso, busca-se criar um ambiente descontraído e agradável para a realização do teste. É importante ressaltar que a audiometria condicionada é um procedimento seguro e indolor. A criança é constantemente monitorada por um profissional treinado, que acompanha sua resposta. Sendo muito importante para fins médicos e terapêuticos.

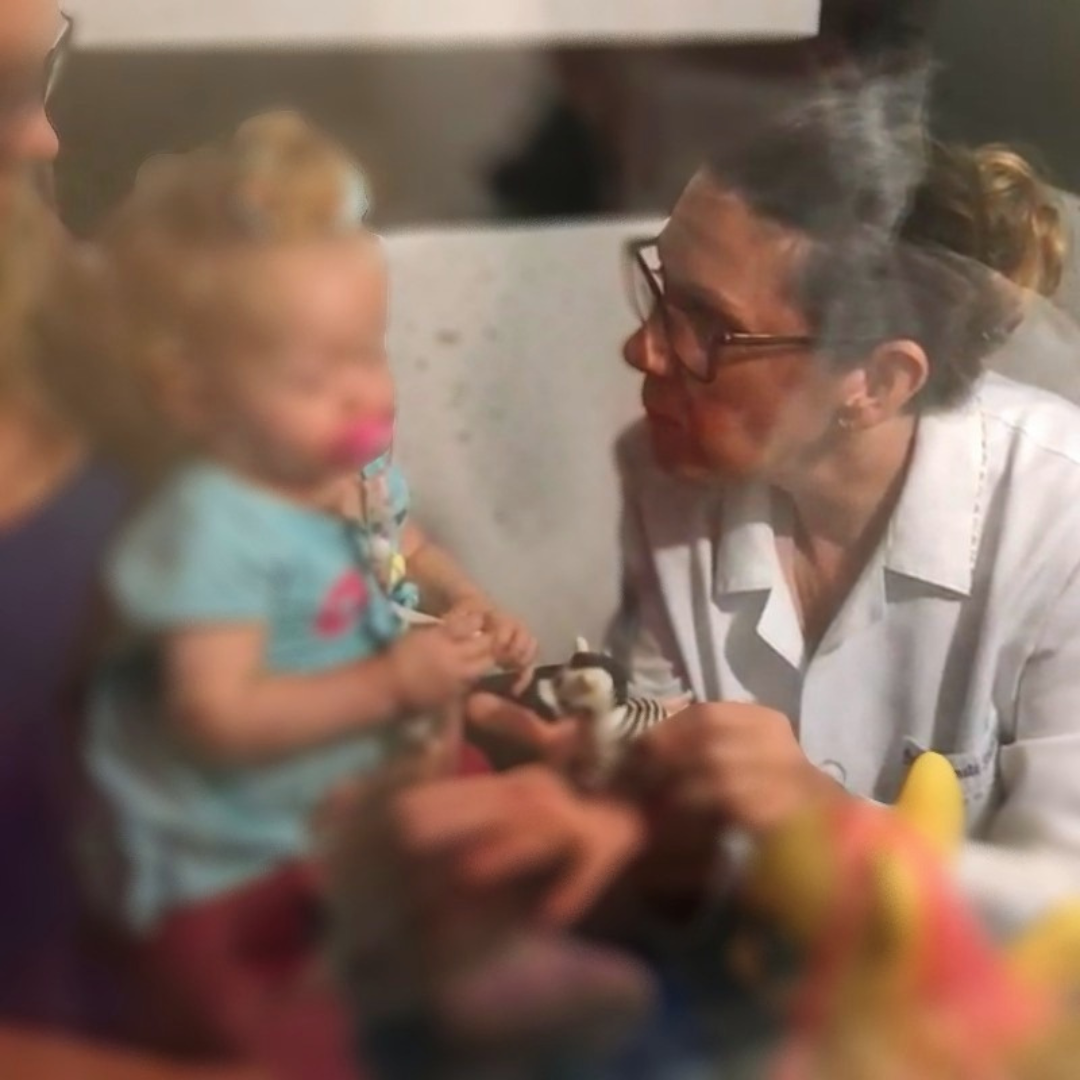
Técnica de distração utilizada para avaliação comportamental infantil

O exame é feito de preferência em uma cabine acústica com a criança sentada em uma cadeira e com fone de ouvido, contudo, pode ser feito em campo livre (sem fones de ouvido), sendo importante ressaltar que nesta última forma, as respostas são analisadas binauralmente (ambas as orelhas) e podem demonstrar os limiares (nível de audição mínimo) de apenas uma orelha, a orelha considerada "melhor", com o limiar mais baixo.  Na avaliação auditiva infantil, o estímulo mais frequente para a realização do teste é o tom puro modulado em frequência (warble), pois esse estimulo facilita a percepção do estímulo sonoro para a determinação do limiar auditivo.
Inicialmente a criança deverá ser condicionada pelo fonoaudiólogo, o qual apresentará sons em intensidades mais altas, com o intuito da criança realmente ouvir o som, que pode estar saindo do fone de ouvido ou das caixas de som de dentro da cabina. A criança deverá encaixar as peças dos brinquedos cada vez que ouvir os sons.
A audiometria lúdica ou condicionada demanda um treinamento prévio para que a criança aprenda a responder ao som por meio de um brinquedo, jogo de encaixe ou outra brincadeira, diferentemente do adulto, que apenas levanta a mão ao ouvir o som. Dessa forma, o profissional que irá fazer o exame deve ensinar como que "responde", para a criança associar que cada vez que ouvir um estímulo sonoro, uma peça do jogo deve ser encaixada. Jogos comuns incluem jogar bolas em baldes, colocar anéis em pedaços de madeira, entre muitos outros.
Em suma, a audiometria condicionada é uma ferramenta valiosa no diagnóstico de alterações auditivas em crianças e ao utilizar estímulos divertidos e reforços, esse procedimento permite avaliar a audição de forma precisa e eficaz.

## Técnicas de condicionamento
- Audiometria do Reflexo de Orientação Condicionada (CORA)  observa a busca do estimulo pela criança e aceita como resposta a localização da fonte sonora (reflexo de orientação), nesta técnica o reforço visual é um brinquedo iluminado e a faixa etária para a realização é de 12 a 36 meses de idade.[10]

- Audiometria de Reforço Visual (VRA), baseada na CORA, considera como respostas aos estímulos o comportamento reflexo, a resposta de investigação, a resposta de orientação ou as respostas espontâneas. Nesta técnica de condicionamento, os reforços visuais utilizados são brinquedos iluminados ou slides de figuras projetadas e a faixa etária para a realização é de seis meses a três anos de idade[10]

- Audiometria de Observação Comportamental (BOA), consiste numa observação do comportamento da criança diante da apresentação do estimulo sonoro, este procedimento é realizado em neonatos e lactentes até seis meses de idade.[10] Esse grupo de teste apresenta como desvantagens a possibilidade de habituação à resposta e essa ser observada apenas pelo avaliador; por isso, sugere-se que não seja realizado isoladamente, sem métodos eletrofisiológicos associados.[11]

- Audiometria de Reforço Visual Informatizada (VRA), é a mesma técnica da VRA,  mas se diferencia por utilizar um equipamento controlado por um sistema informatizado, o que promove maior objetividade ao teste. Essa técnica de condicionamento, pode ser aplicada na faixa etária de seis a 24 meses e o reforço visual são animais de pelúcia que se iluminam e movimentam-se.[10]

## Resultado do Exame
Considerando as especificidades da avaliação infantil, o Conselho Federal de Fonoaudiologia regulamenta que o resultado seja apresentado em forma de parecer, este deverá conter informações quantitativas e qualitativas referentes ao exame, como:
- Número de sessões necessárias para a finalização da avaliação;
- Descrição do comportamento da criança e interação com o avaliador;
- Análise da qualidade da fala da criança;
- Resultados obtidos na avaliação;
- Orientações e possíveis encaminhamentos;
- Além de outros dados que o fonoaudiólogo poderá julgar como importante.[12]